# Bataille de Bornhöved (1813)
Pour les articles homonymes, voir Bataille de Bornhöved.
Notes
Sixième coalition
Batailles
Campagne de Russie (1812)
- Liste des batailles
- Mir
- Moguilev
- Ostrovno
- Vitebsk
- Kliastitsy
- Smolensk
- 1re Polotsk
- Valoutina Gora
- Moskova
- Moscou
- Winkowo
- 2e Polotsk
- Maloïaroslavets
- Gorodnia
- Czaśniki
- Viazma
- Smoliani
- Krasnoï
- Bérézina

Campagne d'Allemagne (1813)
- Dantzig
- Lunebourg
- Möckern
- Lützen
- Bautzen
- Reichenbach
- Haynau
- Luckau
- Hoyerswerda
- Lauenbourg
- Goldberg
- Gross Beeren
- Katzbach
- Dresde
- Kulm
- Dennewitz
- Peterswalde
- Liebertwolkwitz
- Leipzig
- Hanau
- Sehested
- Torgau
- Hambourg

Campagne de France (1814)
- Sainte-Croix-en-Plaine
- Besançon
- Mayence
- Metz
- Saint-Avold
- 1re Saint-Dizier
- Brienne
- La Rothière
- Campagne des Six-Jours (Champaubert
- Montmirail
- Château-Thierry
- Vauchamps)
- Mormant
- Montereau
- Bar-sur-Aube
- Saint-Julien
- Laubressel
- Berry-au-Bac
- Craonne
- Coutures
- Laon
- Soissons
- Mâcon
- Reims
- Saint-Georges-de-Reneins
- Limonest
- Arcis-sur-Aube
- Fère-Champenoise
- 2e Saint-Dizier
- Meaux
- Claye
- Villeparisis
- Paris

- Feistritz
- Caldiero (en)
- Trieste
- Mincio

- Hoogstraten (de)
- Anvers
- Berg-op-Zoom
- Courtrai

La bataille de Bornhöved ou de Bornhöft s'est déroulée le 7 décembre 1813. Elle a opposé un régiment de cavalerie Suédois sous les ordres de Bror Cederström au contingent danois du Prince Frédéric de Hesse-Cassel, recomposé à partir d'éléments polonais et allemands. L'assaut eut lieu près du petit village de Bornhöft dans l'actuel Land allemand de Schleswig-Holstein. C'est le dernier engagement militaire ayant mis aux prises des soldats suédois et danois.

## Contexte
Bernadotte, prince-héritier adopté par Charles XIII de Suède en 1810, avait jusque-là ménagé son armée et s'était même replié pour laisser ses alliés essuyer le gros du feu russe. Ainsi la cavalerie suédoise avait-elle été absente de toutes les grandes batailles passées, et même avait évité le combat dès la campagne de 1808-9 où la Finlande, reconquise par la Russie, s'était retournée contre les contingents danois alliés. 
Mais à la fin d'avril 1813, aux termes d'assurances données par la Russie sur le rattachement de la Norvège, Bernadotte avait débarqué en Poméranie et pris le contrôle de l'Armée du Nord (Prussiens, Russes, Suédois) qui lui était confiée par Frédéric-Guillaume III de Prusse et le tsar Alexandre Ier.
Les régiments de hussards Mörner (rebaptisés par la suite « régiments de hussards Prince-héritier », Kronprinsens husarregemente), commandés par le général suédois Anders Fredrik Skjöldebrand, étaient chargés d'accabler les débris de l'armée danoise. Pour cela, cette unité de cavalerie suédoise progressait parallèlement aux Danois jusqu'au moment où le général Wallmoden serait en mesure de leur couper toute retraite, ne leur laissant d'autre choix que la reddition ou un combat désespéré.

## Bataille

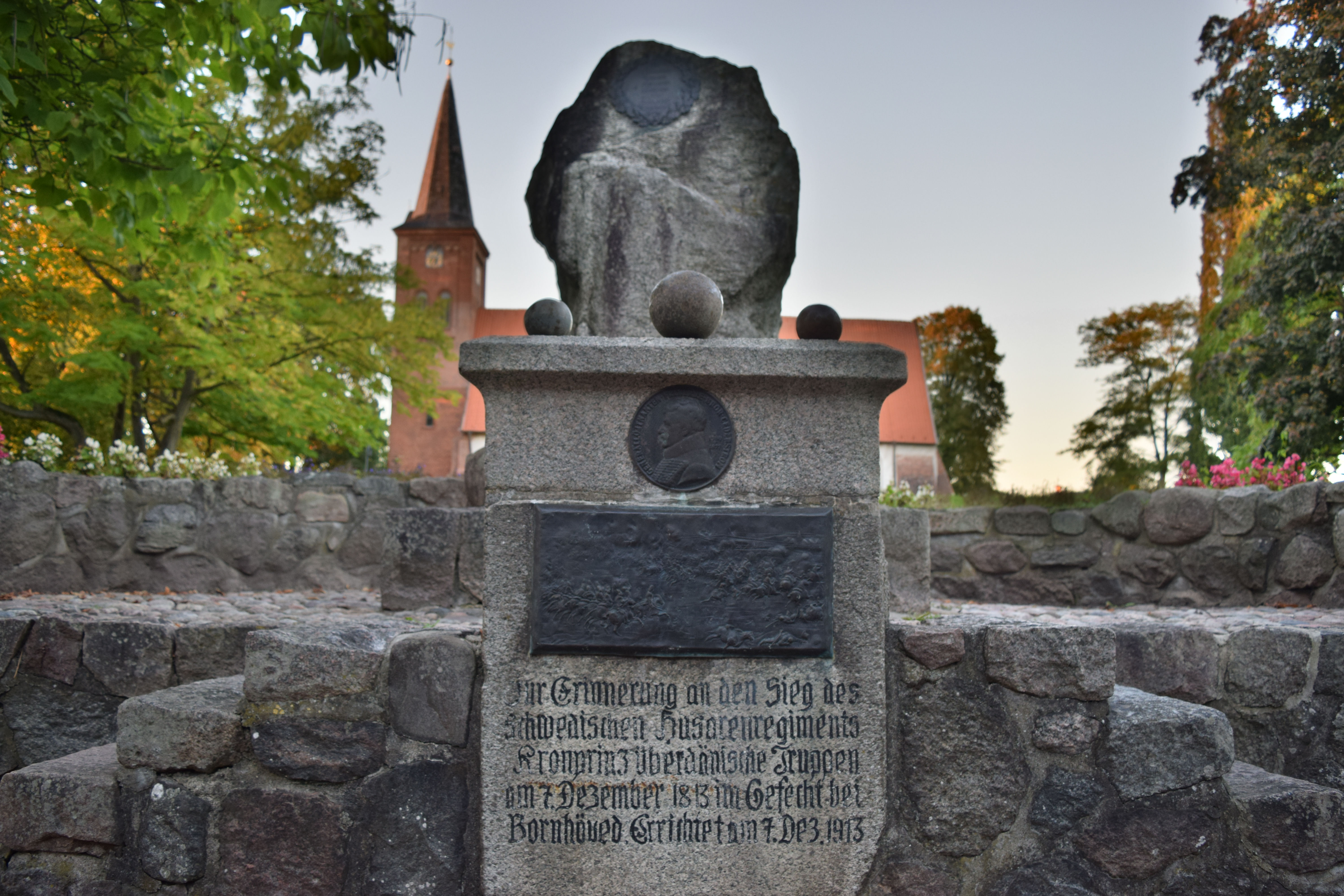
Pierre commémorative érigée en souvenir de la victoire du régiment de hussards suédois Kronprinz sur les troupes danoises lors de la bataille de Bornhöved le 7 décembre 1813.

Le 7 décembre 1813, Bernadotte partit à la poursuite de l'arrière-garde danoise (composée de uhlans polonais, unité d'élite dépêchée par Napoléon pour couvrir la retraite danoise) et le soir les Suédois se trouvaient au contact du gros de l'armée danoise, stationnée à Bornhöved. Cette armée de 2500 hommes comportait de l'infanterie, de la cavalerie et de l'artillerie. Elle ne s'attendait guère à un assaut frontal de cavalerie sur un terrain aussi difficile, à une heure aussi avancée ; mais les démêlés de l'arrière-garde avec des patrouilles suédoises incitèrent les Danois à commencer de former les rangs.
Tout d'abord les escadrons de reconnaissance suédois du commandant Fritz von der Lancken achevèrent de disperser l'arrière-garde danoise, déjà harassée ; puis ils se tournèrent contre les fantassins, mais essuyèrent un feu nourri et von der Lancken dut battre en retraite. Simultanément, le gros de la cavalerie suédoise se regroupait pour la charge : sept escadrons, soit un total de 471 cavaliers commandés par le colonel Bror Cederström, partirent à l'assaut et brisèrent cette fois les rangs danois. 
La victoire des Suédois à Bornhöved mit Bernadotte en position avantageuse pour négocier l'indépendance de la Norvège vis-à-vis du Danemark : celle-ci sera sanctionnée par le Traité de Kiel.

## Sources
- R. Glenthøj et M. Ottosen, Experiences of War and Nationality in Denmark and Norway, 1807-1815, Springer, 2014 (ISBN 978-1-137-31389-8, lire en ligne), p. 203